# Рибалочка-крихітка новогвінейський
Рибалочка-крихітка новогвінейський (Ceyx lepidus) — вид сиворакшоподібних птахів родини рибалочкових (Alcedinidae). Ендемік Індонезії.

## Опис
Довжина птаха становить 14 см. Верхня частина тіла переважно чорнувато-синя, блискуча. На лобі оранжева пляма з чорними краями з боків, на шиї з боків білі плями трикутної форми. Горло біле або жовтувато-біле, нижня частина тіла яскраво-оранжева, кінчик хвоста чорний. Очі темно-карі, дзьоб оранжево-червоний, лапи жовтувато-оранжеві.

## Підвиди
Виділяють два підвиди:
- C. l. uropygialis Gray, GR, 1861 — північні Молуккські острови (від Моротай[en] до Обі[en]);
- C. l. lepidus Temminck, 1836 — Серам і сусідні острови, архіпелаг Ватубела[en].

Молекулярно-філогенетичне дослідження 2013 року показало, що новогінейський рибалочка-крихітка є комплексом видів. За результатами цього дослідження низку підвидів, яких відносили до цього роду, були виділено в окремі види.

## Поширення і екологія
Попри свою назву, новогвінейські рибалочки-крихітки є ендеміками Молуккських островів. Вони живуть в підліску вологих тропічних лісів, в чагарникових заростях, на болотах і плантаціях, в густих заростях на берегах струмків. Зустрічаються поодинці, на висоті до 1300 м над рівнем моря. Живлять комахами, на яких чатують серед рослинності. Гніздяться в норах, в кладці 2 яйця.